# Paul Glück
Paul Glück (* 5. September 1941 in Oberschlesien, Deutsches Reich) ist ein ehemaliger deutsch-polnischer Fußballspieler und -trainer.
Von 1963 bis 1977 war er als Spieler und Trainer in der polnischen Fußball-Profiliga, unter anderem bei GKS Kattowitz, tätig. Er absolvierte auf der Sportschule in Kattowitz seine Ausbildung zum Diplom-Profitrainer. Seit 1978 lebt er in Deutschland und betreut dort er Jugend- und Amateurmannschaften. 2007 übernahm er die Mannschaft des FC Olympia Moosach, in der auch sein Sohn Martin spielte. Anschließend wechselte er als Jugendkoordinator zur SpVgg Wildenroth.
Darüber hinaus veröffentlichte er Anfang 2008 das Fußballlehrbuch „Das perfekte Fußballtraining“. Dieses entstand in Zusammenarbeit mit seinem Sohn Martin.